# Udonis Haslem
Udonis Johneal Haslem  (* 9. Juni 1980 in Miami, Florida) ist ein ehemaliger US-amerikanischer Basketballspieler. Er spielte zwischen 2003 und 2023 für die Miami Heat in der NBA, mit der er drei NBA-Meisterschaften in den Jahren 2006, 2012 und 2013 gewann. Haslem ist einer von zehn Spielern, die mindestens 20 Spielzeiten in der NBA verbrachten und neben Dirk Nowitzki und Kobe Bryant der Einzige, der sie bei lediglich einem Franchise absolvierte.

## Karriere

### Anfangszeit
Haslem besuchte die Miami Senior High School in seiner Geburtsstadt. Er etablierte sich als guter Punktesammler und starker Rebounder. In der College-Liga NCAA konnte er im Team der University of Florida ebenfalls überzeugen. Im Anschluss meldete er sich für den NBA-Draft 2002 an. Da sich kein NBA-Team die Rechte an ihm sicherte, war seine erste Profi-Station Chalon-sur-Saône in Frankreich.

### NBA
Nach diesem Abstecher gelang es ihm, über die NBA Summer League in den Kader der Miami Heat zu gelangen. Er wurde als Reservespieler für das Mindestgehalt verpflichtet. Doch er erhielt auf Anhieb Spielzeit und hielt Lamar Odom und dem jungen Guard Dwyane Wade den Rücken frei. Haslem spielte in seiner Debütsaison in 75 Spielen und erreichte im Durchschnitt pro Partie 7 Punkte und 6 Rebounds, wofür er in das NBA All-Rookie Second Team berufen wurde.
In seiner zweiten Saison 2004/2005 wurde das Team der Heat umgestaltet. Brian Grant und Forward Lamar Odom wurden gegen Superstar Shaquille O’Neal getauscht. In der Rolle als Ergänzungsspieler hinter O’Neal blühte Haslem weiter auf. Er steigerte seine Statistiken auf 11 Punkte und 9 Rebounds pro Spiel und wurde ins Sophomore-Team des All-Star-Games gewählt. Im NBA-Conference-Finale schieden die Miami Heat gegen die Detroit Pistons aus.
In der Spielzeit 2005/2006 kam es zu einer Neuauflage des Conference-Finales. Nachdem zuvor weitere Spielertransfers die Forwards Antoine Walker und James Posey, sowie den Point Guard Jason Williams nach Miami brachten, besiegten die Heat die Pistons und kamen ins NBA-Finale. Dort trafen sie auf die Dallas Mavericks um All-Star Dirk Nowitzki. Haslem hatte die Aufgabe Nowitzki zu verteidigen. Haslem löste seine Aufgabe zufriedenstellend und hatte maßgeblichen Anteil daran, dass die Heat einen Rückstand von 0:2 Spielen noch in einen 4:2-Sieg umwandelten.
Die beiden nächsten Jahre verliefen für Haslem zufriedenstellend, für die Mannschaft aber erfolglos. Er blieb weiterhin Stammspieler, konnte aber nicht verhindern, dass die Heat 2007 früh in den Play-offs ausschieden und 2008 die K.o.-Runde nach einer Verletzungswelle völlig verpassten.
Nach dem umfassenden Umbau der Heat infolge der Neuverpflichtungen der Superstars LeBron James und Chris Bosh im Sommer 2010 verblieb Haslem weiterhin im Kader der Mannschaft. Er erreichte mit den Heat das NBA-Finale 2011, in dem die Heat jedoch den Dallas Mavericks in der Neuauflage des Finales von 2006 unterlagen.
Im folgenden Jahr konnte Haslem mit den Miami Heat den zweiten Titel seiner Karriere gewinnen. Die Heat besiegten die Oklahoma City Thunder in den NBA Finals mit 4:1. In der Saison 2012–2013 gelang Haslem und den Heat die Titelverteidigung; sie gewannen die NBA Finals mit 4:3 gegen die San Antonio Spurs. Zudem ist Haslem seit der Saison 2012/2013 der All-Time-Leader in Rebounds der Franchise.
Am 9. April 2023 absolvierte Haslem das letzte Regular Season-Spiel seiner NBA-Karriere. Im Sieg gegen die Orlando Magic, das nur sein siebtes Spiel der Saison 2022–23 war, erzielte er 24 Punkte (die drittmeisten seiner Karriere) und traf dabei drei Dreipunktwürfe – ein Karriererekord und ein Drittel der gerade einmal neun Dreier, die er in seiner gesamten Karriere traf (20 Saisons, 879 Spiele).

## Privatleben
Haslem hat mit seiner Freundin zwei Söhne, Kedonis und Josiah. Während seiner Zeit auf der University of Florida machte er einen Abschluss als Jugendhelfer („Leisure service management“). Außerhalb des Basketballfeldes engagiert sich Haslem karitativ für das Amerikanische Rote Kreuz und im Kampf gegen AIDS. Haslem hat zwei Brüder und drei Schwestern.

## Karriere-Statistiken

### NBA

#### Reguläre Saison
| Saison  | Team   | GP  | GS  | MPG  | FG %  | 3P % | FT %  | RPG | APG | SPG | BPG | PPG  |
| ------- | ------ | --- | --- | ---- | ----- | ---- | ----- | --- | --- | --- | --- | ---- |
| 2003–04 | Miami  | 75  | 24  | 23.9 | .459  | .000 | .765  | 6.3 | 0.7 | 0.4 | 0.3 | 7.3  |
| 2004–05 | Miami  | 80  | 80  | 33.4 | .540  | .000 | .791  | 9.1 | 1.4 | 0.8 | 0.5 | 10.9 |
| 2005–06 | Miami  | 81  | 80  | 30.8 | .508  | .000 | .789  | 7.8 | 1.2 | 0.6 | 0.2 | 9.3  |
| 2006–07 | Miami  | 79  | 79  | 31.4 | .492  | .000 | .680  | 8.3 | 1.2 | 0.6 | 0.3 | 10.7 |
| 2007–08 | Miami  | 49  | 48  | 36.8 | .467  | —    | .810  | 9.0 | 1.4 | 0.8 | 0.4 | 12.0 |
| 2008–09 | Miami  | 75  | 75  | 34.1 | .518  | —    | .753  | 8.2 | 1.1 | 0.6 | 0.3 | 10.6 |
| 2009–10 | Miami  | 78  | 0   | 27.9 | .494  | —    | .762  | 8.1 | 0.7 | 0.4 | 0.3 | 9.9  |
| 2010–11 | Miami  | 13  | 0   | 26.5 | .512  | —    | .800  | 8.2 | 0.5 | 0.5 | 0.2 | 8.0  |
| 2011–12 | Miami  | 64  | 10  | 24.8 | .423  | —    | .814  | 7.3 | 0.7 | 0.5 | 0.4 | 6.0  |
| 2012–13 | Miami  | 75  | 59  | 18.9 | .514  | —    | .711  | 5.4 | 0.5 | 0.4 | 0.2 | 3.9  |
| 2013–14 | Miami  | 46  | 18  | 14.2 | .507  | —    | .568  | 3.8 | 0.3 | 0.2 | 0.3 | 3.8  |
| 2014–15 | Miami  | 62  | 25  | 16.0 | .448  | .200 | .703  | 4.2 | 0.7 | 0.3 | 0.2 | 4.2  |
| 2015–16 | Miami  | 37  | 0   | 7.0  | .337  | .111 | .750  | 2.0 | 0.4 | 0.1 | 0.1 | 1.6  |
| 2016–17 | Miami  | 16  | 0   | 8.1  | .478  | .000 | .600  | 2.3 | 0.4 | 0.4 | 0.1 | 1.9  |
| 2017–18 | Miami  | 14  | 0   | 5.1  | .200  | .125 | .500  | 0.7 | 0.4 | 0.0 | 0.1 | 0.6  |
| 2018–19 | Miami  | 10  | 1   | 7.4  | .333  | .000 | .750  | 2.7 | 0.2 | 0.0 | 0.0 | 2.5  |
| 2019–20 | Miami  | 4   | 1   | 11.0 | .364  | .333 | .750  | 4.0 | 0.3 | 0.0 | 0.0 | 3.0  |
| 2020–21 | Miami  | 1   | 0   | 3.0  | 1.000 | —    | —     | 1.0 | 0.0 | 0.0 | 0.0 | 4.0  |
| 2021–22 | Miami  | 13  | 0   | 6.4  | .452  | .250 | 1.000 | 1.9 | 0.3 | 0.1 | 0.1 | 2.5  |
| Gesamt  | Gesamt | 872 | 500 | 24.8 | .489  | .097 | .756  | 6.6 | 0.8 | 0.5 | 0.3 | 7.5  |

#### Play-offs
| Saison  | Team   | GP  | GS | MPG  | FG % | 3P % | FT % | RPG  | APG | SPG | BPG | PPG |
| ------- | ------ | --- | -- | ---- | ---- | ---- | ---- | ---- | --- | --- | --- | --- |
| 2003–04 | Miami  | 13  | 0  | 15.3 | .394 | —    | .677 | 3.4  | 0.2 | 0.4 | 0.2 | 3.6 |
| 2004–05 | Miami  | 15  | 15 | 36.2 | .491 | —    | .739 | 10.0 | 1.0 | 0.5 | 0.4 | 9.2 |
| 2005–06 | Miami  | 22  | 22 | 29.5 | .493 | .000 | .683 | 7.4  | 0.8 | 0.6 | 0.3 | 8.6 |
| 2006–07 | Miami  | 4   | 4  | 25.8 | .480 | —    | .750 | 5.3  | 1.0 | 0.3 | 0.5 | 7.5 |
| 2008–09 | Miami  | 7   | 7  | 29.1 | .543 | —    | .900 | 8.7  | 0.4 | 0.4 | 0.4 | 8.4 |
| 2009–10 | Miami  | 5   | 0  | 28.4 | .351 | —    | .667 | 7.4  | 0.8 | 0.2 | 0.2 | 6.0 |
| 2010–11 | Miami  | 12  | 0  | 24.2 | .397 | —    | .900 | 4.5  | 0.8 | 0.5 | 0.3 | 5.3 |
| 2011–12 | Miami  | 22  | 11 | 20.5 | .455 | —    | .743 | 6.4  | 0.6 | 0.2 | 0.3 | 4.8 |
| 2012–13 | Miami  | 22  | 19 | 16.2 | .593 | —    | .571 | 3.6  | 0.3 | 0.7 | 0.2 | 5.0 |
| 2013–14 | Miami  | 16  | 6  | 10.6 | .459 | —    | .600 | 2.6  | 0.3 | 0.1 | 0.2 | 2.5 |
| 2015–16 | Miami  | 9   | 0  | 9.4  | .533 | —    | .714 | 3.4  | 0.4 | 0.0 | 0.1 | 2.3 |
| Gesamt  | Gesamt | 147 | 84 | 21.7 | .480 | .000 | .713 | 5.6  | 0.6 | 0.4 | 0.3 | 5.7 |